# Mosaic del Nil de Palestrina
El mosaic del Nil de Palestrina (també conegut com a mosaic Barberini) és un famós mosaic romà d'època republicana, conservat actualment al Museo Archeologico Nazionale di Palestrina (Itàlia). Datat entre finals del segle II aC i inicis del segle I aC, representa una escena nilòtica de gran riquesa iconogràfica, amb fauna, flora i figures humanes, ambientada a Egipte. L'obra decorava originàriament un nimfeu dins el santuari de Fortuna Primigènia a la colònia romana de Praeneste. Considerat un dels exemples més antics i complets d'escenes egípcies en mosaic romà, combina elements decoratius i religiosos i s'inscriu dins la fascinació romana pel món exòtic i oriental, especialment després de la conquesta d'Egipte.

## Localització

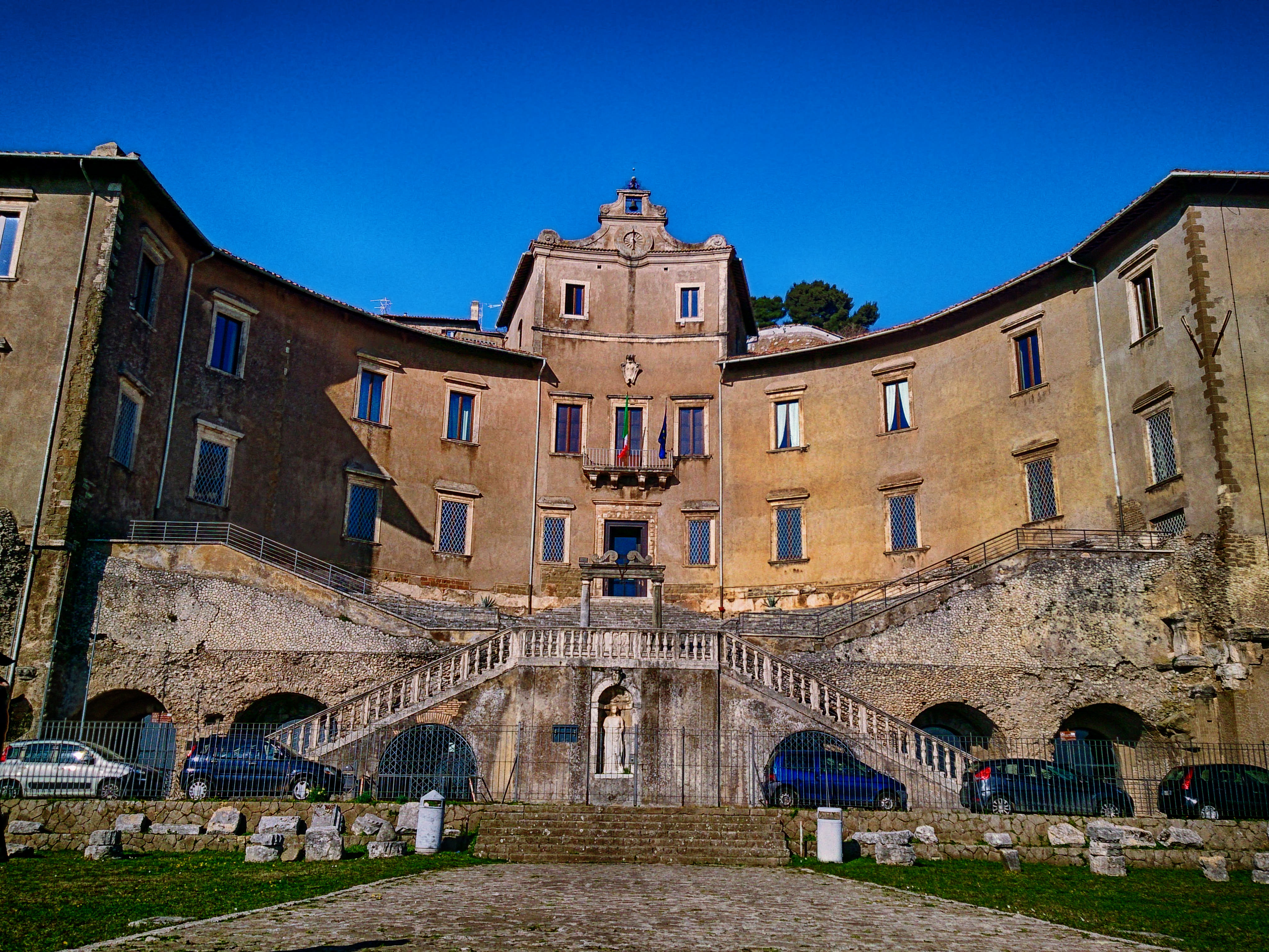
Museo Archeologico Nazionale di Palestrina.

El mosaic es trobava al terra d’una gruta parcialment artificial dins del complex del Santuari de Fortuna Primigènia, a la colònia romana de Praeneste (actual Palestrina). Aquest santuari va ser construït a finals del segle II aC (c. 120-110 aC), segons les semblances estilístiques amb altres mosaics coetanis, com els de la Casa del Faune de Pompeia, datats entre el 100 i el 90 aC, que, potser, eren del mateix taller. La gruta on es troba el mosaic va ser dissenyada per rebre aigua que es filtrava a través de la roca porosa del vessant de la muntanya, de manera que el mosaic estava cobert per una fina capa d’aigua. De fet, es tractava d’un gran nimfeu decorat amb imitació de pedra tosca a l’estil d’una gruta natural, prèviament esmentada. El mosaic estava juntament ubicat en aquesta gruta amb dos petits obeliscs i una estàtua d’Isis.
El santuari fou destruït durant la Primera Guerra Civil de la República (88-81 aC) i fou reconstruït per Luci Corneli Sul·la Fèlix l’any 82 aC, any també de fundació de la colònia anteriorment mencionada. A l’edat mitjana, el conjunt va caure en l’abandó i no fou fins al Renaixement, l’any 1507, que l’erudit Antonio Volsco va documentar per primer cop el mosaic en l'obra De antiquitate Latii. Posteriorment, entre 1624 i 1626, la família Barberini —nous propietaris de la vila de Palestrina— el traslladà al seu palau de Roma. El mosaic va romandre en possessió de la família fins a finals de la Segona Guerra Mundial, els bombardejos de la qual van derruir part del sostre del santuari on es trobava el mosaic originàriament. Malgrat que continua portant el seu nom avui dia, el mosaic és actualment propietat de l’Estat italià. El mosaic pot ser visitat a la sala XIV del Museo Archeologico Nazionale di Palestrina que es troba en l’antic palau Barberini, on es conserva i s’exposa.

## Contextualització
El mosaic del Nil de Palestrina constitueix el mosaic nilòtic més antic i complet conservat del món romà. La seva funció ha estat objecte de debat. Podria haver tingut una funció religiosa vinculada a la fertilitat i a l’aigua, pel fet d'haver sigut instal·lat en un nimfeu —espai consagrat a les nimfes i a l’aigua—, o bé haver estat una decoració exòtica destinada a evocar riquesa i prosperitat.
La representació inclou una àmplia varietat de fauna i flora africana, així com figures humanes que interactuen amb l’entorn, mostrant activitats quotidianes relacionades amb el Nil. Aquesta tipologia de decoració és comparable a altres exemples nilòtics de la Mediterrània romana, com els mosaics de la Casa del Faune a Pompeia (90-80 aC) i el tricilini de la vila de P. Fannius Synistor a Boscoreale (50-40 aC).
La popularitat d’aquestes escenes a domus i vil·les romanes reflecteix tant el gust pels motius exòtics com la vinculació simbòlica amb el benestar i la fertilitat associats a Egipte.

## Funció del mosaic
S'ha interpretat que el mosaic tenia una funció religiosa per la proximitat al santuari de la Fortuna Primigènia. Tot i això, molt probablement el complex inferior —on es trobava el mosaic— era un grup d'edificis públics al fòrum del municipi de Praeneste, que no tenien connexió amb el veritable santuari de la Fortuna.
El mosaic representa una gran quantitat d'animals, peixos, fruites, i grups de persones diversos, vora de l’aigua, il·lustrant així el poder fertilitzant del fluid. Per tant, en més d'un aspecte, aquests mosaics eren decoracions apropiades per a un nimfeu (monument consagrat a les nimfes, especialment a una font). A més, se sap que a les cases de Pompeia les escenes nilòtiques van ser usades indiscriminadament tant a les parets com al terra de tota classe d'espais i habitacions.
Amb el seu caràcter general a Pompeia, i la manera arbitrària en què són usades com a decoració, és difícil reconèixer que podrien haver tingut una funció o significat religiós. És molt més probable que fossin una forma de decoració generalment adequada, i amb un caràcter exòtic que suggeria benestar.

## Observacions

### Lingüístiques
A través d’aquesta escena nilòtica, veiem escrites algunes paraules en grec. Aquestes acompanyen alguns dels animals representats, tant els reals com els fantàstics.
Aquí una taula amb la paraula original en grec, transcripció i traducció.
| ΚΡΟΚΟΔΙΛΟС XEΡСΑΙΟС       | crocodilos xercaios | Cocodril terrestre                |
| ΚΡΟΚΟΔΙΛΟ ΠΑΡΔΑΛΙС        | crocodilo pardalis  | Cocodril-lleopard                 |
| CAYROC TCHXICNIE/ΠΗXΙΑΙΟΣ | sauros pexiaios     | (?)                               |
| CΦΙΝΓΙΑ                   | sfingia             | Esfinxs                           |
| ΚΗΠΙEΝ                    | kepien              | Babuí (?)                         |
| ΗΟΝΟΚEΝTΑYΡΑ              | ‘e onokentaura      | L’onocentaure                     |
| ΚΡΟΚΟTTΑС                 | crocottas           | Cocodril                          |
| ΘωΑΝTEС                   | thooantes           | Devoradors (Hienes?)              |
| ΛYΝΞ                      | linx                | Linx                              |
| ΛEΑΙΝΑ                    | leaina              | Lleona                            |
| TΙΓRΙС                    | tigris              | Tigre / Grans felins (en general) |
| EΝYΔΡΙС                   | enidris             | Llúdriga                          |
| ΔΡΚΟС/APKOC               | drkos/arkos         | Os                                |
| ΡΙΝΟΚEΡωС                 | rinokeroos          | Rinoceront                        |
| ΞΙΟΙΓ/ΞΙΦΙΓ               | xioig/xifig         | (?)                               |
| XOΙΡOΠΙΘΗΚΟΣ              | xoiropithecos       | Senglar de riu (?)                |
| ΚΑΜEΛΟΠΑΡΔΑΛΙС            | camelopardalis      | Camell-lleopard / Girafa          |
| VABOYS                    | nabois              | Dromedari                         |
| ΑΓEΛΑΡKOС                 | agelarkos           | (?)                               |
| XOIREΛΑΦOC                | xoirelafos          | Porc senglar                      |

### Zoològiques
El Mosaic del Nil de Palestrina ofereix una rica representació de fauna salvatge pròpia dels ecosistemes que en

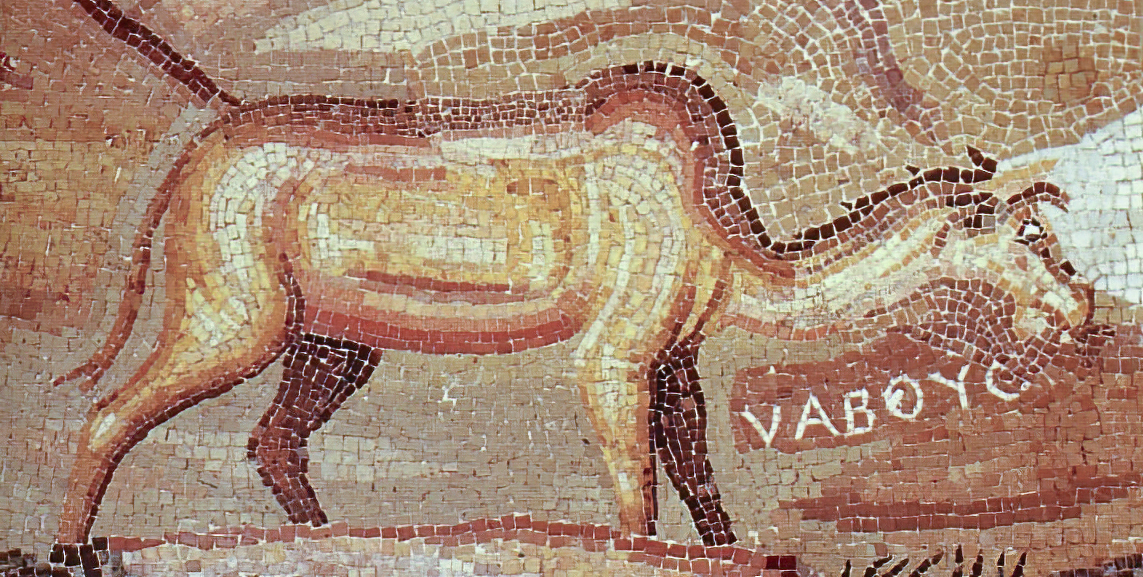
Detall del mosaic del dromedari.

volten el riu Nil, amb nombrosos animals, alguns dels quals identificats amb el seu nom en grec. En destaquen diversos exemples.
A la part superior esquerra s’hi pot veure una pitó devorant un ocell. Al centre superior, un dromedari. I a la seva dreta, un os i dos felins identificats al mosaic com a tigres. Un rinoceront blanc i un porc senglar de riu apareixen a la zona central. Finalment, a la part inferior esquerra es representen un cocodril i un hipopòtam.
Malgrat la presència d’aquests animals fàcilment associables al paisatge africà i nilòtic, el mosaic conté tres elements zoològics especialment curiosos, que mereixen una atenció detallada:

#### Mol·luscs

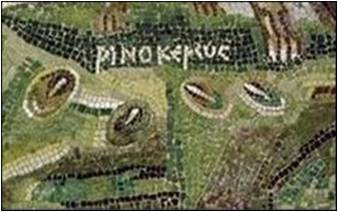
Detall del mosaic dels mol·luscs.

En diversos punts del mosaic, especialment a la part superior —corresponent a Núbia o l’Alt Egipte—, s’hi observen unes estructures escutiformes, de forma ovalada i amb una ratlla blanca central, adherides a les roques. Una possible interpretació zoològica suggereix que podrien correspondre a mol·luscs aquàtics, possiblement poliplacòfors (classe Polyplacophora), una línia primitiva de mol·luscs marins adherits a superfícies dures. De fet, s’han documentat diverses espècies de la família Chitonidae a Egipte.
Tanmateix, aquesta hipòtesi presenta un inconvenient: aquests animals són estrictament marins i no es desplacen lluny del seu medi natural, de manera que la seva presència damunt roques emergides en un context nilòtic resulta poc versemblant. Davant aquest inconvenient, s’ha proposat una segona interpretació de caràcter mineralògic: aquestes formes representarien pedres semiprecioses incrustades en joies o altres ornaments. Les roques del mosaic, doncs, simbolitzarien els jaciments d’on es podien extreure aquests minerals.

#### Centpeus

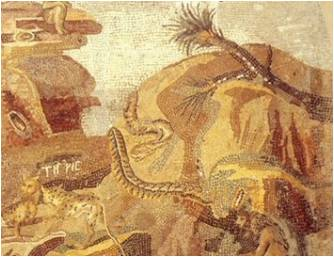
Detall del mosaic dels centpeus.

A la part superior dreta del mosaic s’identifiquen dues criatures allargades molt diferents dels quadrúpedes habituals, prop d’una palmera tebaica (Hyphaene thebaica), d'un mico i d'una parella de felins. Una de les criatures allargades, dibuixada sense apèndixs, i una altra, en vista dorsolateral esquerra, mostra un cos segmentat i una vintena de potes curtes visibles al costat esquerre —les del costat dret queden ocultes per la posició. Es tracta inequívocament de centpeus (Myriapoda Chilopoda).
A Egipte aquest animal era conegut d'ençà l’època faraònica, on estava vinculat a la iconografia religiosa com a emblema de Sepa, divinitat protectora de les necròpolis, associada en algunes ocasions a Osiris. La presència d’aquests animals al mosaic no només reforça l’ambientació nilòtica, sinó també la dimensió simbòlica i religiosa que podien tenir determinades espècies en l’imaginari egipci.

#### Onocentaure

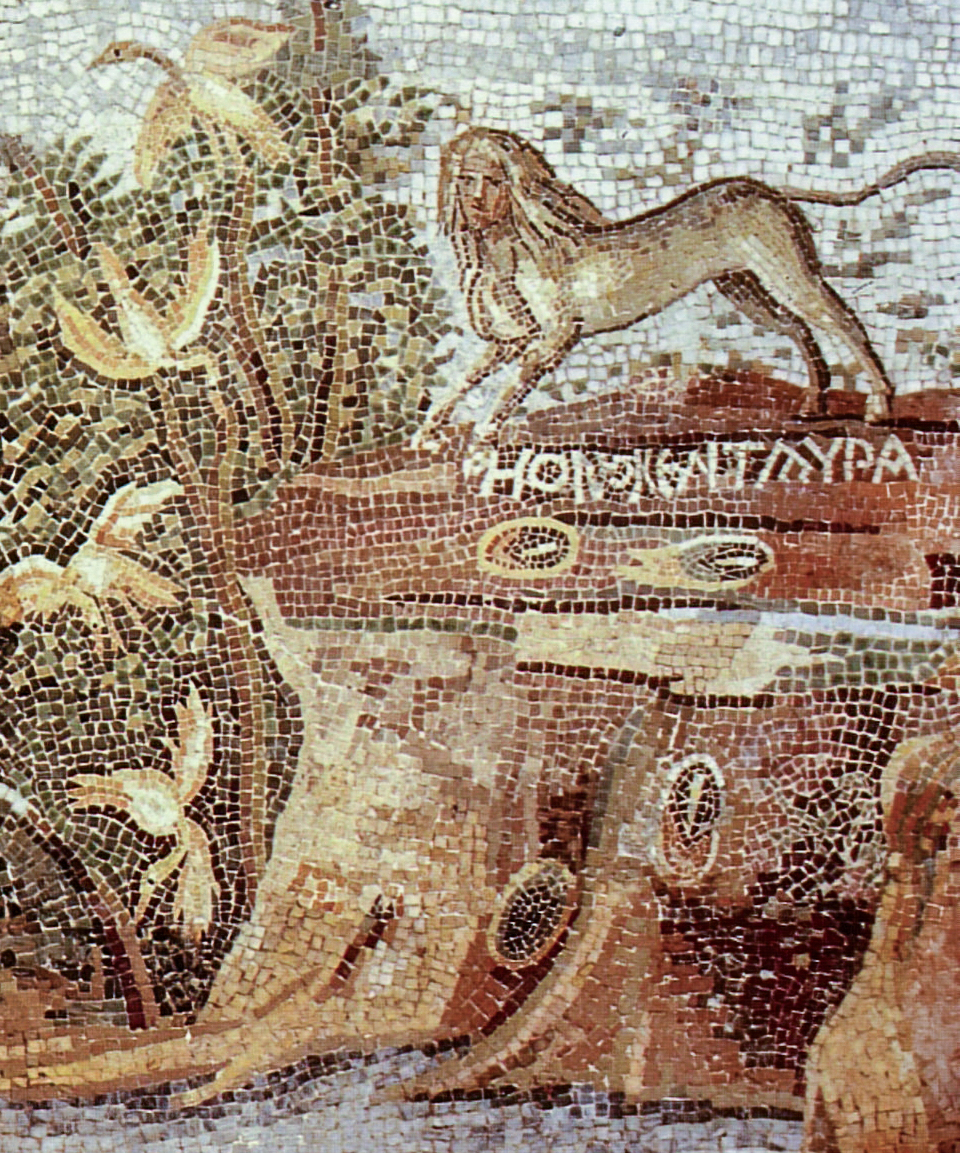
Detall del mosaic de l'onocentaure.

Finalment, a la part superior dreta, damunt d’una roca, es representa una criatura híbrida, amb cos d'animal i cap humà, identificada amb la llegenda (HONOKENTAYPA). Es tracta d’un onocentaure, ésser mític resultat de la suma d'un humà i d'un ase, emparentat amb el centaure —que combinava trets humans i equins.
Aquest animal fou descrit per Pitàgores, navegant i geògraf actiu a la costa del mar Roig al servei de Ptolemeu II (no confondre amb el filòsof). Tot i que el seu relat original s’ha perdut, en resten referències a autors posteriors, com Claudi Elià —nadiu precisament de Praeneste, l’actual Palestrina—, qui en fa una descripció detallada:
«El seu rostre recorda al d’un home, envoltat d’una gruixuda cabellera. El coll i el pit també són humans, així com les espatlles, els braços, els colzes, les mans i el pit fins a la cintura. El llom, les costelles i les potes posteriors s’assemblen molt a les d’un ase.»
La criatura que donà origen a aquesta descripció ha estat objecte d’especulació. Alguns estudiosos han suggerit que podria derivar d’un mico, com el Theropithecus gelada, o bé d’un nyu, pel seu aspecte híbrid. No obstant això, al mosaic del Nil de Palestrina, l’onocentaure apareix representat sense braços i amb el cap directament sobre el pit, de manera que no concorda amb la descripció d’Elià.
L’onocentaure també és mencionat en altres fonts clàssiques, com la Septuaginta, on apareix, amb un caire diferent, associat a criatures salvatges —en aquest cas, assimilant-lo a un xacal que habita les ruïnes de Babilònia.